# Siple Dome
Siple Dome – letni obóz antarktyczny, należący do Stanów Zjednoczonych, położony na Ziemi Marii Byrd na Antarktydzie Zachodniej.

## Położenie i warunki
Obóz znajduje się na kopule lodowej Siple Dome, nazwanej tak ze względu na bliskość Wybrzeża Siple’a, nad Morzem Rossa. Tworzą go budowle o konstrukcji drewnianej, przeznaczone pierwotnie dla wojska. Przy większej liczebności personelu (np. w 1998 przebywało tam 60 osób) część badaczy jest zakwaterowana w namiotach. Nie należy mylić tego obozu ze starszą, nieistniejącą już stacją Siple na Ziemi Ellswortha.
Według pomiarów temperatury z automatycznej stacji pogodowej, temperatura latem może przekroczyć 0 °C (rekordowo: 4,1 °C, grudzień 2002), natomiast zimą spada do wartości tak niskich jak -59,6 °C (sierpień 2001). Ciśnienie atmosferyczne jest stale niskie, za co odpowiada niż baryczny nad Morzem Rossa: zmienia się od 841,6 do 931,2 hPa. Wiatr osiąga prędkość 24,9 m/s.

## Działalność
Badania prowadzone w pobliżu obozu dotyczą glacjologii (pozyskane zostały rdzenie lodowe o długości 150 i 1003 metrów) oraz geofizyki (za pomocą radaru penetrującego lód badane jest ukształtowanie podłoża lodowca). W 1997 założono tam automatyczną stację meteorologiczną.